# 1742 Schaifers
1742 Schaifers eller 1934 RO är en asteroid i huvudbältet, som upptäcktes 7 september 1934 av den tyske astronomen Karl Wilhelm Reinmuth i Heidelberg. Den har fått sitt namn efter Karl Schaifers.
Asteroiden har en diameter på ungefär 16 kilometer och den tillhör asteroidgruppen Koronis.